# Florence (Kentucky)
Florence – miasto w Stanach Zjednoczonych, w północnej części stanu Kentucky, w hrabstwie Boone.